# Acuerdo comercial Mercosur-Unión Europea
El Acuerdo de libre comercio Mercosur-Unión Europea es un iniciativa de tratado de libre comercio entre la Unión Europea y los países del Mercosur. Ambos bloques llegaron a un acuerdo de principio en 2019. El acuerdo se anunció el 28 de junio en la cumbre del G20 de Osaka de 2019 después de veinte años de negociaciones. El día 6 de diciembre de 2024 se llegó a un Acuerdo final de Asociación entre las partes que ha sido firmado por ellas, estando pendiente de ratificación, en especial por los países integrantes de la UE y por lo tanto en espera todavía de su entrada en vigor. Si se ratifica, representaría el mayor acuerdo comercial alcanzado tanto por la UE como por los países del Mercosur en términos de ciudadanos involucrados. El acuerdo comercial es parte de un Acuerdo de Asociación más amplio entre los dos bloques. Además del comercio, el acuerdo de asociación también se ocuparía de la cooperación y el diálogo político. Las negociaciones sobre estas dos partes concluyeron el 18 de junio de 2020.

## Historia
El acuerdo comenzó a tratarse en 1999, sobre la base de las conclusiones surgidas de la reunión de jefes de Estado y de Gobierno de la Unión Europea y el Mercosur celebrada en Río de Janeiro en junio de ese mismo año. Luego de varias interrupciones, las negociaciones se reanudaron en 2013. El objetivo es eliminar aranceles, restricciones y regulaciones para alcanzar un acuerdo de libre comercio entre ambos bloques. La firma del acuerdo comercial, liberalizaría el 90 por ciento del comercio interbloques mediante la disminución de las distintas barreras arancelarias.
El Mercosur y la Unión Europea negocian un área de libre comercio birregional desde abril de 2000. Desde 1995, las relaciones Mercosur-UE han sido guiadas por el Acuerdo Marco de Cooperación Mercosur-UE, firmado el 15 de diciembre de 1995, que entró en vigor el 1 de julio de 1999. El acuerdo que se está negociando comprende tres áreas: un diálogo político, temas económicos y comerciales, y cooperación. El alcance y los objetivos del acuerdo se definieron en la primera ronda de negociaciones en abril de 2000 y en la Cumbre de Madrid de mayo de 2002.
El foro principal de negociaciones es el Comité Birregional de Negociaciones junto al Subcomité sobre Cooperación, tres subgrupos sobre áreas de cooperación específicas, y tres grupos técnicos relacionados con temas comerciales. Hasta octubre de 2006, se han celebrado dieciséis rondas de negociación. A partir de mayo de 2004 las negociaciones se han realizado mediante reuniones técnicas informales. Ambas partes hicieron públicas sus ofertas de acceso a mercados.
Durante una reunión ministerial en Lisboa en octubre de 2004, los negociadores de Mercosur y la UE reiteraron el carácter prioritario de la negociación del Acuerdo de Asociación. En mayo de 2005, en una reunión en Luxemburgo, los ministros examinaron los progresos realizados y en septiembre de 2005, en una reunión ministerial, se reunieron para evaluar una vez más los progresos hacia la conclusión del acuerdo.
El 4 de mayo de 2010 la Comisión Europea decidió reanudar las negociaciones comerciales con el Mercosur. Entre el 29 de junio y el 2 de julio de 2010 se realizó la primera ronda de negociaciones del acuerdo. La segunda ronda se realizó en Bruselas entre el 11 y el 15 de octubre de ese mismo año, y la tercera en Brasilia entre el 22 de noviembre y el 7 de diciembre de 2010.
El 14 de marzo de 2011 en Bruselas, la Unión Europea y el Mercosur iniciaron la cuarta ronda de negociaciones. Los negociadores siguen centrados en la parte normativa del pilar comercial del acuerdo, que incluye capítulos como las barreras técnicas al comercio, las reglas de origen o la competencia. La siguiente etapa de esta ronda será en mayo de 2011 en Asunción, donde se intercambiarían las primeras ofertas de acceso a mercados, especialmente en lo relacionado con la carne.
A mediados de octubre de 2016, se realizó en Bruselas la 10.ª Ronda de Negociaciones, la primera en completarse desde 2012.
El 21 de febrero de 2018, representantes del Mercosur y de la Unión Europea, se reunieron en Asunción para dar comienzo a una nueva ronda de negociaciones. Finalmente, el diálogo concluyó sin que se llegara a un acuerdo. Si bien Alemania, Italia y España se mostraron de acuerdo con las condiciones propuestas para concluir el acuerdo, Francia e Irlanda presentaron objeciones. Las controversias surgen a partir de las cuestiones agrícolas. 

El 23 de febrero, los productores franceses se reunieron en el Salón de la Agricultura de París para manifestar su rechazo al acuerdo. Frente al reclamo del sector agricultor francés, Macron declaró que mantendrá ciertas «líneas rojas» en la negociación. La primera, es que la importación de productos sudamericanos sin aranceles, no podrá significar ninguna reducción de los estándares de calidad medioambientales, sociales ni sanitarios. La segunda línea roja marcada por Macron tiene que ver con la importación de carne. En ese sentido, el presidente francés aclaró que jamás se comercializará carne con hormonas en Francia.
El 28 de junio de 2019, siendo Mauricio Macri Presidente Protémpore del Mercosur, se firmó un Acuerdo de Asociación Estratégica entre el Mercosur y la Unión Europea. Sin embargo, y en palabras del canciller uruguayo Francisco Bustillo el 25 de febrero del 2021, en realidad dicho acuerdo “no está cerrado”; está acordado “en su cuerpo central”, pero desde hace un año y medio quedan “cuatro o cinco temas muy importantes” por los que todavía no se pudo cerrar. “Quedan por resolverse temas que hacen a una negociación de etanol, de indicaciones geográficas, y algunos otros más, amén de la traducción del acuerdo, que no es una cosa menor”.
A finales de 2020, el proceso de ratificación del acuerdo se habría estancado especialmente por las preocupaciones de varios miembros de la UE sobre la falta de compromiso del gobierno de Jair Bolsonaro con la protección de la selva amazónica.
El 6 de diciembre de 2024 se llegó a un Acuerdo definitivo entre todas las partes involucradas firmándose una Declaración Conjunta de los Estados Partes Signatarios del MERCOSUR y la Comisión Europea sobre la conclusión de las negociaciones del Acuerdo de Asociación. Dicho Acuerdo inicia a partir de ese momento el proceso legal de la firma de su revisión y ratificación, así como de su traducción antes de su entrada en vigor.